# إس بي إس إم تي في
إس بي إس إم تي في (SBS MTV) هي قناة موسيقية كورية جنوبية. وهي النسخة الكورية الجنوبية من إم تي في الأمريكية، وتتميز بالفناني البوب الكوري، والموسيقى العالمية، والأخبار الفنية، والقليل من البرامج الواقعية. وتبث أيضا برامج أصلية من إم تي في الأمريكية، جنبا إلى جنب مع عدد قليل من البرامج الآسيوية.

## العروض
- KSTAR News 840
- SBS Inkigayo
- رنينق مان
- K-pop Star
- Channel Fiestar
- The Show
- The Stage Big Pleasure
- KPOP Hero
- MTV Hits
- SBS MTV KPOP 20
- After Hours - Non-Stop
- Wake Up Call - Non-Stop
- HITS : Classic - Non-Stop
- FRESH : POP - Non-Stop
- FRESH : K-POP - Non-Stop
- LIVE 4 U - Non-Stop
- I GOT7

## وصلات خارجية
- الموقع الرسمي